# Pandemia di COVID-19 in Giappone
Il primo caso della pandemia di COVID-19 in Giappone è stato confermato il 16 gennaio 2020, importato dal primo focolaio cinese di Wuhan.
Il governo giapponese ha adottato varie misure per limitare o prevenire la pandemia. Il 30 gennaio 2020, l'ex primo ministro Shinzō Abe ha istituito una task force per supervisionare la risposta del governo alla pandemia. Il 27 febbraio 2020, ha richiesto la chiusura temporanea di tutte le scuole elementari, medie e superiori giapponesi fino all'inizio di aprile 2020. Poiché la pandemia è diventata una preoccupazione per le Olimpiadi di Tokyo 2020, il governo giapponese e il Comitato olimpico internazionale hanno negoziato il suo rinvio al 2021.
Il 7 aprile 2020, Abe ha proclamato lo stato di emergenza per un mese per Tokyo e le prefetture di Kanagawa, Saitama, Chiba, Osaka, Hyōgo e Fukuoka. Il 16 aprile 2020 la dichiarazione è stata estesa al resto del Paese per un periodo indefinito. Lo stato di emergenza è stato revocato in un numero crescente di prefetture nel mese di maggio 2020, e nell'intero paese entro il 25 maggio 2020.
Il tasso di mortalità pro capite del Giappone per coronavirus è uno dei più bassi nel mondo sviluppato, nonostante l'alto invecchiamento della popolazione. I fattori suggeriti per spiegare ciò sono: i provvedimenti presi dal governo, un ceppo più lieve del virus, abitudini culturali come l'inchino e l'uso di mascherine facciali, il lavaggio delle mani con igienizzanti, un tratto genetico protettivo e una parziale immunità conferita dal vaccino anti-tubercolosi BCG obbligatorio.
Il 5 maggio 2023, l'Organizzazione mondiale della sanità dichiara ufficialmente la fine della pandemia.

## Antefatti
Il 12 gennaio 2020, l'Organizzazione mondiale della sanità (OMS) ha confermato che un nuovo coronavirus era la causa di una nuova infezione polmonare che aveva colpito diversi abitanti della città di Wuhan, nella provincia cinese dell'Hubei, il cui caso era stato portato all'attenzione dell'OMS il 31 dicembre 2019.
Sebbene nel tempo il tasso di mortalità del COVID-19 si sia rivelato decisamente più basso di quello dell'epidemia di SARS che aveva imperversato nel 2003, la trasmissione del virus SARS-CoV-2, alla base del COVID-19, è risultata essere molto più ampia di quella del precedente virus del 2003, ed ha portato a un numero totale di morti molto più elevato.

## Cronologia

### Prima metà del 2020

#### Gennaio 2020
Un cittadino cinese di 30 anni che aveva viaggiato in precedenza a Wuhan ha contratto la febbre il 3 gennaio e successivamente è tornato in Giappone il 6 gennaio. È risultato positivo durante un ricovero in ospedale tra il 10 e il 15 gennaio. Non aveva visitato il mercato all'ingrosso di frutti di mare di Huanan, ma probabilmente aveva stretti contatti con una persona colpita a Wuhan. Il 24 gennaio, un secondo caso è stato confermato da un cittadino cinese che aveva visitato Wuhan. Il 25 gennaio, il terzo caso è stato confermato in una donna di Wuhan.
Il Giappone ha preso ulteriori precauzioni, a causa degli imminenti Giochi della XXXII Olimpiade che si terranno a Tokyo. Nonostante ciò, il 28 gennaio, il quinto, il sesto e il settimo caso sono stati confermati in Giappone, incluso un uomo che non ha mai visitato Wuhan. È stato riferito che quest'uomo era un autista di autobus turistici che aveva guidato un gruppo da Wuhan all'inizio di gennaio. Anche la guida del gruppo è stata confermata positiva al virus. Il 29 gennaio, un uomo e una donna cinesi di 40 anni sono stati testati per essere positivi per il coronavirus ad Aichi e nell'Hokkaido.
Il 30 gennaio, è stato annunciato che tre cittadini giapponesi che sono arrivati ad Haneda dopo essere stati evacuati da Wuhan sono risultati positivi. Altri tre casi sono stati confermati lo stesso giorno. Il primo ministro Shinzō Abe ha annunciato che due cittadini giapponesi tornati tramite l'aeroporto Haneda avevano rifiutato le richieste di ulteriori test, affermando che i funzionari non potessero obbligarli legalmente a farlo. Il 31 gennaio i due si sono arresi.

#### Febbraio 2020
Dal 3 febbraio il Giappone non ammette nessuno che abbia precedenti di viaggi da e verso la provincia di Hubei o che abbia un passaporto cinese rilasciato ufficialmente da Hubei. Inoltre, i viaggiatori non giapponesi sono tenuti a compilare i questionari sulla dichiarazione di salute per sapere se hanno viaggiato (o voleranno) a Hubei entro 14 giorni.
L'11 febbraio, due evacuati di Wuhan sono stati testati positivi dopo che un test precedente aveva restituito risultati negativi. Altri tre casi sono stati confermati in due giorni, portando il totale a 31.
Il 12 febbraio, il Giappone ha annunciato restrizioni all'ingresso per chiunque abbia viaggiato da e verso Zhejiang o abbia un passaporto cinese rilasciato da Zhejiang.
Il 13 febbraio, una donna di 80 anni infettata dal coronavirus è morta nella prefettura di Kanagawa, vicino a Tokyo, la prima morte di una persona infetta dal virus in Giappone. È la suocera di un tassista che lavora a Tokyo, a cui è stato confermato che è stato infettato dal virus.
Il 14 febbraio, una coppia di sposi, entrambi sulla sessantina, è risultata positiva dopo essere tornata da una vacanza di dieci giorni alle Hawaii, durante la quale l'uomo ha iniziato a manifestare sintomi. Il 16 febbraio, è stato riferito che hanno usato Delta Airlines per tornare a Tokyo da Oahu e sono rimasti al Grand Waikikian. La traccia dei contatti è già stata lanciata dalla compagnia aerea per determinare se qualcun altro ha preso il virus.
Il 18 febbraio, la prefettura di Wakayama ha annunciato che a tre persone è stato confermato di avere il virus e uno di loro è un paziente dell'ospedale Saisekai Arida. Gli altri due sono costituiti dal figlio di un medico che è risultato positivo e da un'infermiera di 30 anni che ha lavorato come membro del Disaster Medical Assistance Team dopo essere stato inviato alla Diamond Princess.
Il 20 febbraio, la prefettura di Fukuoka ha annunciato il suo primo caso di virus con un giapponese di sessant'anni senza storia di viaggio all'estero.
Il 21 febbraio, due ragazzi della scuola elementare di Hokkaido e un ragazzo della scuola materna sono stati confermati infettati dal coronavirus, quest'ultimo tornato da un ponte aereo fuori da Wuhan con suo padre, che è stato anche confermato positivo con il virus.
Il 22 febbraio, un insegnante di scuola media che lavora nella prefettura di Chiba è stato confermato di avere il virus.
Il 23 febbraio, il Dipartimento di Stato americano ha avvertito i visitatori americani in Giappone di essere cauti a causa della diffusione della comunità del virus. È stato riferito lo stesso giorno che la Nagoya Expressway Public Corporation ha annunciato l'intenzione di chiudere temporaneamente alcuni caselli e consentire ai dipendenti di lavorare dalle proprie case dopo che a un dipendente che si occupava dei caselli è stato diagnosticato positivo per il virus. A causa della carenza di personale, si prevede che sei porte a pedaggio sulla Tokai e sulla Manba Expressway saranno chiuse nel fine settimana..

#### Marzo 2020
Il 31 marzo sono state fatte chiamate affinché Abe dichiarasse lo stato di emergenza. Numerosi esperti medici, politici di spicco locali e governatori hanno alzato la voce, direttamente o indirettamente, chiedendo ad Abe di fare la dichiarazione. Tuttavia, il primo ministro Abe e il segretario capo di gabinetto Suga negano che sia rapidamente necessario uno stato di emergenza. Secondo l'articolo corrispondente nell'Asahi Shinbun, un post su Internet affermava che lo stato di emergenza sarebbe stato dichiarato il 1 ° aprile seguito da un blocco delle aree urbane il giorno seguente. Ma il 30 marzo, Suga ha ripetuto le sue dichiarazioni passate secondo cui la situazione giapponese non aveva raggiunto un punto critico.
Il governo di Abe è stato più volte criticato per il numero basso dei tamponi effettuati.

#### Aprile 2020

Il numero di casi confermati nelle singole prefetture giapponesi dal 19 gennaio al 3 maggio 2020.

Il 1º aprile, ha annunciato il funzionario del MHLW che 202 persone sono risultate positive in un solo giorno, tra cui un portiere della J1 League Cerezo Osaka, un calciatore J2 League di Thespakusatsu Gunma ed ex giocatore di baseball professionista e manager Masataka Nashida. Nello stesso giorno vengono confermati 3 decessi.
Il 2 aprile, viene registrato un boom di contagi, un incremento giornaliero di 431 casi. Nello stesso giorno il governo dichiara lo stato d'emergenza nel paese.
Il 5 aprile vengono registrati 502 nuovi positivi in un solo giorno. Il 6 aprile il governo nipponico decise di riaprire parzialmente le scuole, senza tuttavia un piano vero e proprio se non per le misure varate dal ministero dell'Istruzione: queste includevano la ventilazione delle aule, l'uso obbligatorio della mascherina ed il controllo della temperatura. Questa decisione non è stata accolta bene da molti insegnanti e dai genitori di molti studenti, e solo una parte delle scuole poté riaprire.
L'11 aprile sette prefetture (Tokyo, Kanagawa, Chiba, Saitama, Osaka, Hyōgo e Fukuoka) su quarantasette entrarono in uno stato di emergenza che sarebbe durato fino al 6 maggio. Il 16 aprile il primo ministro Abe estese lo stato d'emergenza a tutto il paese.
Il Giappone era il terzo paese in Asia per numero di contagi, dopo la Cina e l'India.

#### Maggio 2020

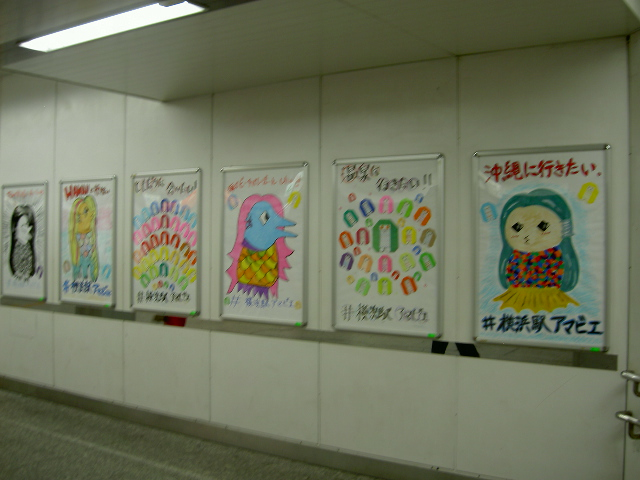
Un corridoio della stazione di Yokohama con dei poster raffiguranti Amabie, uno yōkai che profetizza le epidemie, divenuto popolare durante la pandemia.

Il 2 maggio il numero cumulativo delle vittime nel paese superò quota 500.
Il 14 maggio il primo ministro Shinzō Abe annunciò la revoca parziale dello stato di emergenza per la maggior parte del paese (39 prefetture). Le restrizioni restarono in vigore per le città di Tokio e Osaka. Lo stato di emergenza sarebbe stato reintrodotto qualora il contagio si fosse diffuso rapidamente tra la popolazione.
Il 22 maggio il numero cumulativo delle vittime nel paese superò quota 800.
Il 25 maggio venne revocato lo stato di emergenza nelle ultime regioni dell'arcipelago, inclusa la capitale Tokio. Shinzō Abe dichiarò a tal proposito: "Abbiamo dei criteri molto restrittivi per revocare lo stato d'emergenza. Abbiamo ritenuto che questi criteri fossero soddisfatti".

#### Giugno 2020
Il 1 giugno venne annunciato che il torneo di MotoGP, in programma per il 16 ottobre, non si sarebbe svolto in Giappone a causa del coronavirus.
Il 9 giugno venne revocata la richiesta di autocontrollo fra tre prefetture dell'area metropolitana di Tokio, inclusa la capitale e le prefetture di Hokkaidō.
Verso la fine del mese venne lanciata un'applicazione di tracciamento dei contatti intitolata COCOA (acronimo dell'inglese COVID-19 Contact Confirming Application), ancora in versione di prova per un mese.
Il 14 giugno, Tokyo registra 47 nuovi casi, con il totale giornaliero che supera i 40 per la prima volta da quando ci sono stati 57 nuovi casi il 5 maggio. Di questi, 32 sono relativi a locali notturni per adulti, di cui 18 in un cluster collegato ai dipendenti in un club ospitante riaperto a Kabukichō, Shinjuku. La metropoli ha ora un totale di 5.544 casi. Il ministro per il rilancio economico Nishimura afferma che le 18 persone legate al club ospitante erano asintomatiche, attribuendo il numero di casi identificati agli sforzi positivi per individuare i portatori e prevenire una seconda ondata di contagi.
Il 18 giugno Tokyo segnala 41 nuovi casi, portando il totale complessivo a 5.674. Il totale medio giornaliero dell'ultima settimana sale a 32,6. Nuovi casi vengono segnalati per la prima volta in più di un mese nelle prefetture di Miyagi (51 giorni), Fukushima (41 giorni), Niigata e Shiga. Si teme che l'imminente revoca delle richieste di astenersi dall'attraversare i confini prefettizi potrebbe causare più infezioni nel Giappone regionale.
Il 24 giugno, Tokyo segnala 55 nuovi casi, con il totale giornaliero che supera i 50 per la prima volta da quando ci sono stati 57 nuovi casi il 5 maggio. Il totale giornaliero medio nell'ultima settimana sale a 37,9. Ci sono 9 nuovi casi a Otaru, Hokkaidō, che sono tutti collegati a uno stabilimento che offre karaoke diurno.
Il 26 giugno, il Giappone segnala 105 nuovi casi, superando i 100 per la prima volta dal 9 maggio. Circa l'80% si trova nell'area metropolitana di Tokyo, con 54 a Tokyo, 7 a Kanagawa, 16 a Saitama e 4 a Chiba. A Tokyo, la media giornaliera totale della scorsa settimana sale a 41,6. Il governatore Koike attribuisce l'aumento agli sforzi di test di gruppo, affermando che l'analisi degli esperti non vede questa come una seconda ondata.
Il 28 giugno Tokyo segnala 60 nuovi casi, il totale giornaliero più alto da quando è stato revocato lo stato di emergenza. Il totale medio giornaliero degli ultimi 7 giorni sale a 47,7, avvicinandosi a 50, che è uno dei parametri di riferimento per le rinnovate richieste di sospensione dell'attività. A Otaru, nell'Hokkaidō, sono stati segnalati 14 nuovi casi legati a uno stabilimento che offre karaoke diurno.
Il 30 giugno Tokyo segnala 54 nuovi casi, con il totale giornaliero che sale sopra i 50 per il quinto giorno consecutivo. Il totale medio giornaliero degli ultimi 7 giorni sale a 55,1. Yokohama segnala 28 nuovi casi, di cui 26 dipendenti del club ospitante. Sono 138 i casi segnalati a livello nazionale.

### Seconda metà del 2020

#### Luglio 2020
Il 7 luglio il numero cumulativo dei contagi nel paese superò quota 20.000. Il 16 luglio Tatsuhiko Kodama, professor emerito dell'Università di Tokio, ha rivelato che un focolaio era scoppiato nella capitale durante l'esame di chiusura della Commissione di Bilancio della Camera dei Consiglieri. Il 22 luglio il numero cumulativo dei contagi a Tokio superò quota 10,000, mentre il 26 luglio il numero totale dei contagi nel paese dall'inizio della pandemia superò quota 30.000. Il 28 luglio il numero dei morti nel paese superò quota 1.000. Il 29 luglio si registrarono i primi due casi nella prefettura di Iwate, l'unica prefettura che fino a quel momento non aveva registrato alcun contagio. Il 31 la prefettura di Okinawa dichiarò che sarebbe entrata in stato di emergenza dal primo al 15 agosto (poi il 5 settembre per un aumento dei casi).

#### Agosto 2020
Il 3 agosto il numero cumulativo dei contagi nel paese superò quota 40.000. Il 5 agosto il numero cumulativo delle vittime nella prefettura di Kanagawa superò quota 100, mentre il giorno successivo la prefettura di Aichi annunciò che sarebbe entrata in stato di emergenza dal 6 al 24 agosto, a causa dell'aumento dei contagi. L'11 agosto il numero cumulativo dei contagi nel paese superò quota 50.000, mentre il 20 agosto superò quota 20.000. Il 27 agosto il numero cumulativo di persone infette a Tokio superò quota 20,000.
Il 28 agosto Shinzō Abe annunciò le sue dimissioni per motivi di salute: al suo posto sarebbe subentrato Yoshihide Suga, capo di gabinetto durante il suo governo.

#### Settembre 2020
Il 3 settembre il numero cumulativo dei contagi nel paese superò quota 70.000. Il 18 settembre il nuovo governo guidato da Suga, aggiunse Tokio al programma di viaggio "Go To Travel". Il 19 settembre il numero totale dei contagi nella prefettura di Osaka superò quota 10.000. Il 23 settembre il numero totale di persone infette in Giappone superò quota 80.000. Il 26 settembre il numero delle vittime a Tokio raggiunse quota 400.

#### Ottobre 2020
Il 13 ottobre il numero cumulativo dei contagi nel paese superò quota 90.000. Il 25 ottobre il numero cumulativo di persone infette a Tokio superò quota 30.000. Il 30 ottobre il numero totale dei contagi in Giappone superò quota 100.000.

#### Novembre 2020
Il numero cumulativo di persone infette nella prefettura di Kanagawa superò quota 10.000. Il 24 novembre il numero cumulativo dei decessi a Tokio superò quota 2000. Il 28 novembre il numero cumulativo di persone infette a Tokio superò quota 40.000, mentre il giorno successivo quello di persone infette nella prefettura di Osaka superò quota 20.000, portando ad una diminuzione dei posti letto negli ospedali. Il numero dei contagi nella prefettura di Aichi superò quota 10.000.

#### Dicembre 2020
Il primo dicembre il numero cumulativo dei contagi nel paese superò quota 150.000. Il 6 dicembre il numero totale di persone infette a Hokkaidō superò quota 10.000. L'11 dicembre il numero totale di persone infette nella prefettura di Saitama superò quota 10.000. Il 18 dicembre il numero totale di contagi a Tokio superò quota 50.000, mentre il 21 dicembre il numero totale di persone infette in Giappone superò quota 20.000. Il 22 dicembre il numero dei morti nel paese superò quota 3.000. Il 29 dicembre il numero totale di persone infette nella prefettura di Kanagawa superò quota 20.000.

### Prima metà del 2021

#### Gennaio 2021
Il 5 gennaio 2021 il numero di casi nel paese superò quota 250.000. Il 7 gennaio le prefetture di Saitama, Chiba, Tokio e Kanagawa entrarono in stato di emergenza, mentre nella prefettura di Fukuoka i casi superarono quota 10.000. Il 14 gennaio 2021 anche le prefetture di Gifu, Aichi, Kyoto, Osaka, Hyōgo e Fukuoka entrarono in stato di emergenza. Lo stesso giorno il numero dei casi in Giappone superò quota 300.000. Il 16 gennaio la prefettura di Saitama contava 20.000 casi di coronavirus. Il 21 gennaio il numero cumulativo di persone infette a Tokio superò quota 90.000, mentre quello delle persone infette nella prefettura di Osaka superò quota 40.000. Il 23 gennaio il numero dei morti nel paese superò quota 5.000. Il 30 gennaio la prefettura di Kanagawa contava 40.000 casi di coronavirus.

#### Febbraio 2021

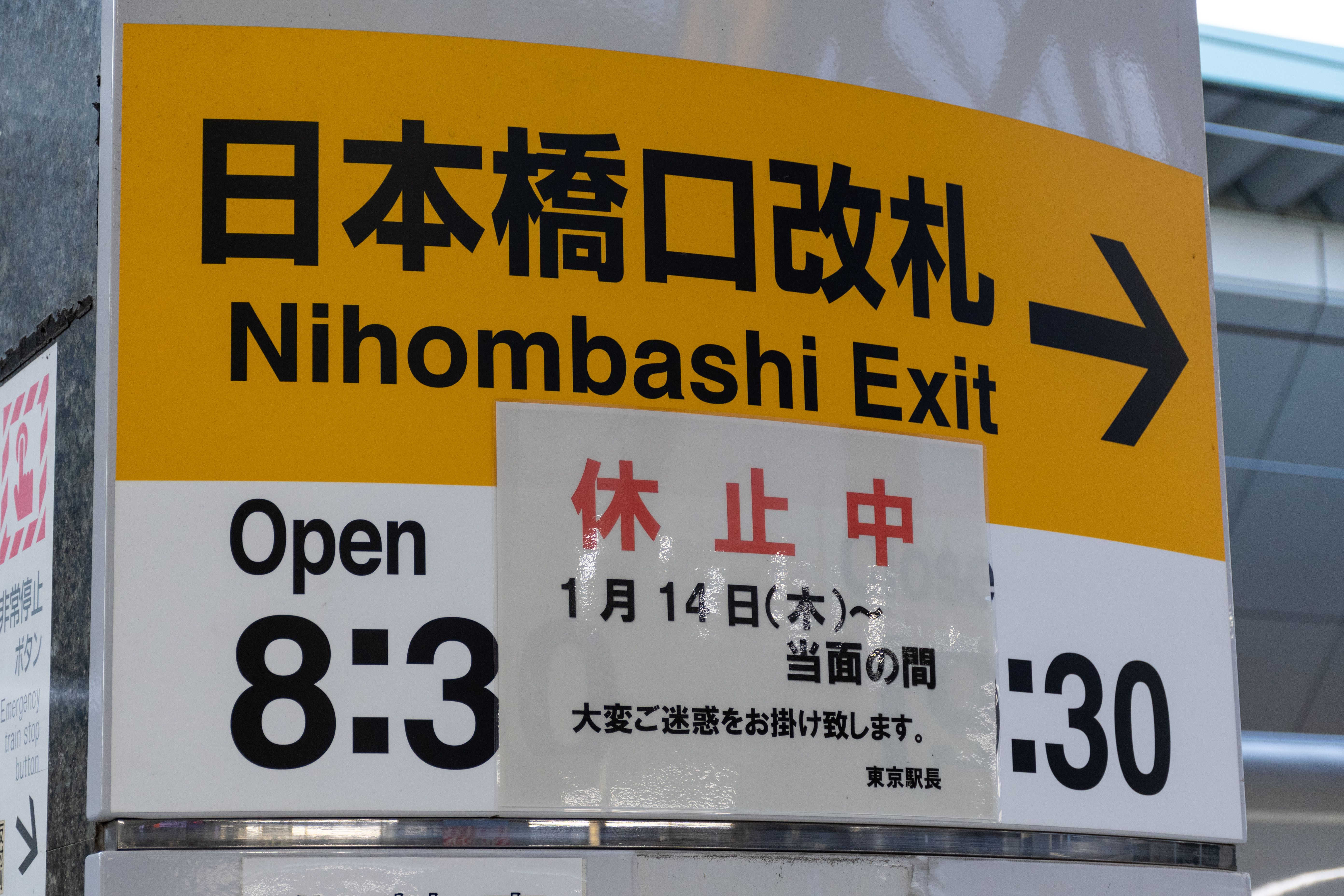
La stazione della metropolitana di Tokyo Nihonbashi chiusa, a causa dello stato di emergenza, il 21 febbraio 2021.

Il 2 febbraio 2021 il governo giapponese decise di prorogare lo stato di emergenza fino al 7 marzo, ad eccezione della prefettura di Tochigi. Il giorno seguente il numero dei morti nel paese superò quota 6.000. Il 4 febbraio il numero di casi nel paese superò quota 400.000. Il 13 febbraio entrò in vigore una legge riveduta sulle misure speciali per contrastare il coronavirus, mentre il giorno successivo venne approvato il vaccino Comirnaty per dare inizio alla campagna di vaccinazione. Il 15 febbraio il numero dei morti nel paese superò quota 6.000. Il 17 febbraio iniziò la campagna di vaccinazione nel paese, partendo da 40.000 membri del personale medico. Il 28 febbraio 2021 lo stato di emergenza venne revocato in anticipo nelle seguenti prefetture: Gifu, Aichi, Kyoto, Osaka, Hyōgo e Fukuoka.

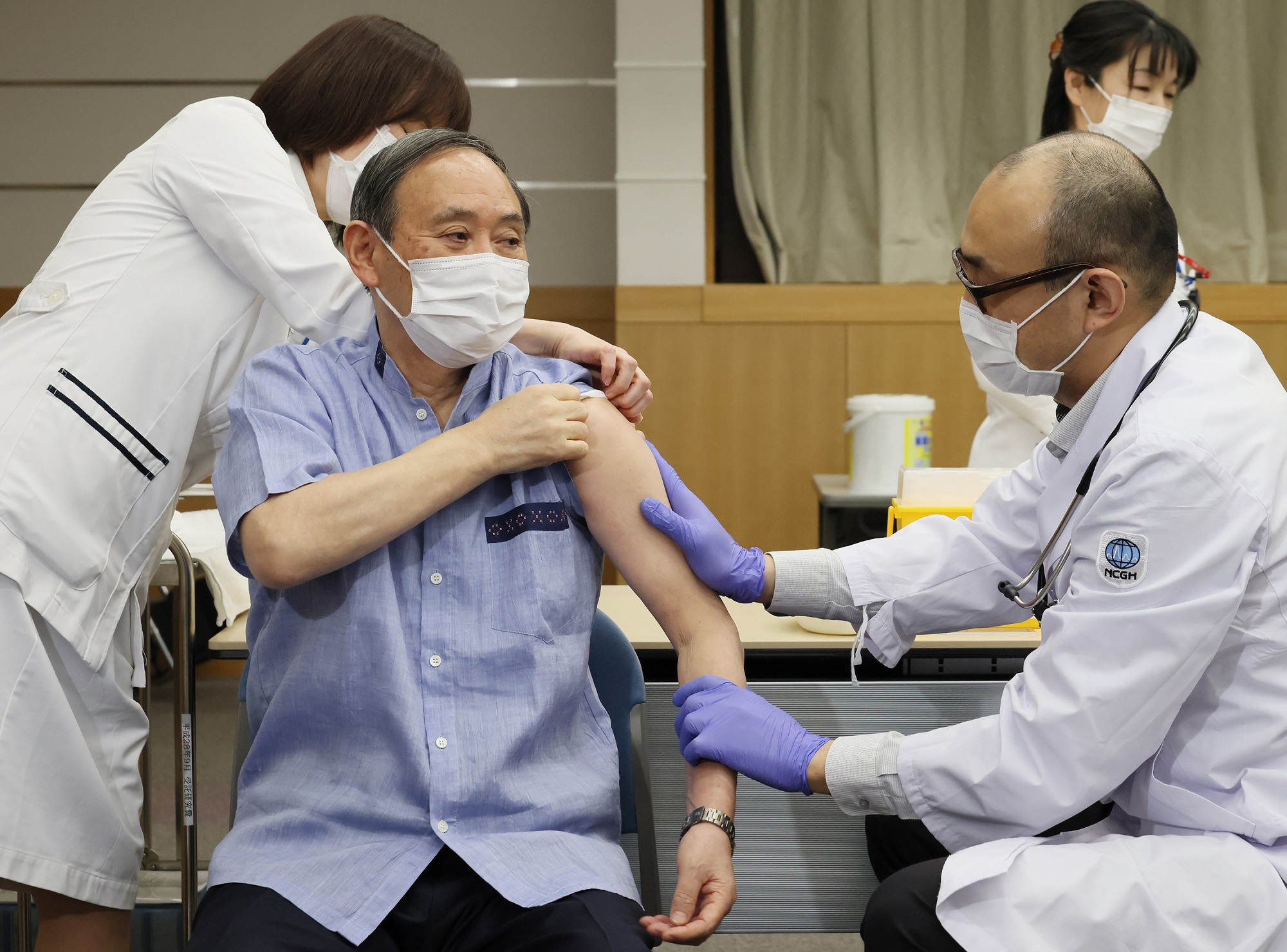
Il primo ministro Suga si fa vaccinare contro il SARS-CoV-2, il 16 marzo 2021.

#### Marzo 2021

La mappa dei contagi nella prefettura di Tokyo il 21 marzo 2021.

Il 2 marzo 2021 il numero dei morti nel paese superò quota 8.000. Il 5 marzo il governo decise ufficialmente di estendere lo stato di emergenza fino al 21 marzo nelle seguenti prefetture: Saitama, Chiba, Tokyo e Kanagawa. Il 7 marzo il numero cumulativo di persone infette nella prefettura di Saitama superò quota 30.000, mentre il 9 marzo quello delle vittime a Tokyo superò quota 1.500. Il 16 marzo il numero cumulativo di persone infette nell'isola di Hokkaidō superò quota 20.000, mentre nella prefettura di Kanagawa avvennero i due primi decessi dovuti a una variante del SARS-CoV-2. Il 18 marzo la prefettura di Miyagi, a causa dell'aumento dei contagi, entrò in stato di emergenza e ci rimase fino all'11 aprile.
Il 22 marzo, a mezzanotte, venne revocato lo stato di emergenza nelle prefetture di Saitama, Chiba, Tokyo e Kanagawa, mentre la prefettura di Yamagata entrò in stato di emergenza nel quale rimase fino all'11 aprile. Il 26 marzo il numero dei morti nel paese superò quota 9.000. Il 27 marzo la città di Sagae, nella prefettura di Yamagata, entrò in uno stato di emergenza unico, mentre il 31 marzo il numero cumulativo di persone infette nella prefettura di Hyōgo superò quota 20.000.

#### Aprile 2021
Il 4 aprile il numero cumulativo di persone infette nella prefettura di Chiba superò quota 30.000, mentre il 6 aprile quello nella prefettura di Okinawa superò quota 10.000. L'8 aprile il numero cumulativo di persone infette nella prefettura di Kyoto superò quota 10.000. Il 10 aprile il numero dei contagi del paese superò quota 500.000. Il 12 aprile 2021 vennero adoperate delle misure restrittive nelle seguenti città: Okinawa, Urasoe, Naha, Tomigusuku, Itoman, Nanjō, Uruma, Nago, Kyoto fino al 5 maggio; 23 quartieri di Tokio, Chōfu, Tachikawa, Hachiōji e Machida fino all'11.
Il 20 aprile furono adoperate delle misure restrittive, in vigore fino all'11 maggio, nelle seguenti città: Saitama, Kawaguchi, Ichikawa, Matsudo, Funabashi, Kashiwa, Urayasu, Yokohama, Kawasaki e Sagamihara. Il 22 aprile tali misure vennero estese ad altre sei città, inclusa Inagawa.
Il 23 aprile 2021 il numero totale dei casi nel paese arrivava a 559.485, il numero dei guariti a 491.505 e quello dei morti a 9.787. Tokyo ed altre tre prefetture dovettero tornare in stato di emergenza, con delle misure ancora più restrittive. Il 25 aprile venne dichiarato lo stato d'emergenza a Tokio, Osaka, Kyoto e Hyōgo, in vigore fino all'11 maggio. Il giorno successivo il numero delle vittime nel paese dall'inizio della pandemia superò quota 10.000. Il 29 aprile il numero cumulativo di persone infette nella prefettura di Osaka superò quota 80.000.
Alla fine del mese 827.000 persone, lo 0,7% della popolazione nipponica, avevano ricevuto la seconda dose del vaccino.

#### Maggio 2021
Il primo maggio le misure di blocco vennero estese alle seguenti città della prefettura di Okinawa: Nishihara, Yonabaru, Haebaru e Yaese. Il 2 maggio il numero dei contagi in Giappone superò quota 600.000. Il 7 maggio il governo decise di prorogare il proprio stato di emergenza fino al 31 maggio, così come le misure restrittive (ad eccezione della prefettura di Miyagi). Il 9 maggio tali misure vennero estese in varie città del paese, incluse Sapporo e Gifu, mentre il 12 maggio tali misure vennero estese alle prefetture di Aichi e Fukuoka. A causa dell'aumento dei contagi il presidente del Comitato Olimpico Internazionale Thomas Bach annullò la sua visita a Iroscima, in vista delle Olimpiadi di Tokyo.
Il 18 maggio il numero dei decessi nella prefettura di Hyōgo superò quota 1.000 a causa delle revisioni statistiche, mentre quello nella prefettura di Osaka superò quota 2.000. Il 19 maggio il numero dei contagi nel paese superò quota 70.000. Il 21 maggio il bilancio cumulativo delle vittime a Tokio superò quota 2.000. Il 22 maggio vennero revocate le misure di blocco nella prefettura di Ehime. Il 28 maggio il governo decise di prorogare lo stato di emergenza al 20 giugno e prorogò al 20 giugno la scadenza per le misure prioritarie, ad eccezione delle prefetture di Gunma, Ishikawa e Kumamoto.

#### Giugno 2021
Il primo maggio le misure di blocco vennero estese alle città di Odawara, Hiratsuka e Hadano, mentre il 5 giugno tali misure vennero adoperate a Yaotsu. Il 13 giugno vennero revocato lo stato di emergenza nelle prefetture di Gunma, Ishikawa e Kumamoto. Il 16 giugno venne confermato il primo decesso nella prefettura di Shimane, l'unica prefettura che fino a quel momento non aveva registrato alcuna morte. Il 19 giugno il numero cumulativo di persone infette nella prefettura di Okinawa superò quota 20.000. Il 20 giugno venne revocato lo stato di emergenza, ad eccezione della prefettura di Okinawa. Il 23 giugno il numero cumulativo di persone infette a Tokio superò quota 170.000.
Il 25 giugno, si registrarono 1.676 nuovi casi (di cui 570 a Tokio) e 42 vittime in 24 ore. Lo stesso giorno circa 18 dei 36 milioni di ultrasessantenni avevano ricevuto la prima dose del vaccino, mentre 6,2 di loro avevano ricevuto anche la seconda dose. Il 28 giugno il numero cumulativo di persone infette nella prefettura di Chiba superò quota 40.000.
A causa di un aumento dei contagi nell'area di Tokio il primo ministro Yoshihide Suga decise che le Olimpiadi si sarebbero svolte a porte chiuse.

### Seconda metà del 2021

#### Luglio 2021
Il governo giapponese dovrebbe finalizzare la decisione di reimpostare lo stato di emergenza a Tokyo la prossima settimana in una riunione della task force per dichiarare lo stato di emergenza a Tokyo dal 12 luglio al 22 agosto ed estendere le misure di emergenza in atto nella prefettura meridionale giapponese di Okinawa fino al 22 agosto.
Mercoledì Tokyo ha riportato il maggior numero di nuovi casi di COVID-19 in quasi sei mesi e le Olimpiadi si apriranno nella capitale in soli nove giorni.
Il governo della città ha affermato che ci sono stati 1.149 nuovi casi, il conteggio giornaliero più alto dal 22 gennaio, aggiungendo la prova che è in corso una nuova quinta ondata di infezioni, guidata da più varianti del virus infettivo e da un basso tasso di vaccinazione.
In mezzo a un'ondata di casi, la scorsa settimana il governo ha dichiarato un rinnovato stato di emergenza per Tokyo e le prefetture circostanti e gli organizzatori delle Olimpiadi hanno annunciato che i fan non sarebbero stati ammessi agli eventi in quelle aree.
Mercoledì Tokyo ha riportato 1.832 nuovi casi di COVID-19, in aumento di quasi 700 e superando la cifra della settimana prima per il 32º giorno consecutivo.
Sabato il totale giornaliero di casi COVID-19 in Giappone ha superato i 12.000, una cifra record per il quarto giorno consecutivo, innescando preoccupazioni per un'ondata esplosiva di infezioni mentre le Olimpiadi si tengono nella capitale.
Tokyo ha confermato 4.058 nuovi casi, superando la soglia dei 4.000 per la prima volta al giorno dopo che il governo ha annunciato che avrebbe esteso lo stato di emergenza nella capitale e nella prefettura di Okinawa e aggiunto altre quattro prefetture.

#### Agosto 2021
La capitale del Giappone ha registrato un numero record di casi di coronavirus questa settimana, gravando sul sistema ospedaliero tra un lento lancio del vaccino, un pubblico sempre più apatico e gli sforzi infruttuosi del governo per limitare la rapida diffusione della variante delta.
Giovedì, Tokyo ha riportato 5.042 nuovi casi di coronavirus, il suo conteggio giornaliero più alto e quasi il doppio del record stabilito nove giorni prima. Il virus si sta diffondendo rapidamente oltre la città che ospita le Olimpiadi: giovedì i casi positivi giornalieri in Giappone hanno superato i 15.000 per la prima volta.
Sebbene il conteggio dei casi sia molto al di sotto di quello di alcuni paesi che registrano decine di migliaia di infezioni al giorno, l'aumento in Giappone è probabilmente una sottostima di casi positivi a causa della mancanza di disponibilità di test diffusi, affermano gli esperti di salute pubblica.
Le autorità di tutto il Giappone hanno confermato venerdì oltre 20.000 nuovi casi di coronavirus, per la prima volta dall'inizio della pandemia.
Il governatore di Tokyo chiede ai residenti di non recarsi in altre prefetture... e di restare a casa il più possibile.
Nuovi casi sono in aumento anche nelle prefetture vicine a Tokyo, Osaka e Okinawa.
Il Giappone martedì ha esteso il suo stato di emergenza a Tokyo e in altre regioni e ha annunciato nuove misure che coprono altre sette prefetture per contrastare un picco di infezioni da COVID-19 che sta minacciando il sistema medico.
L'emergenza coprirà ormai quasi il 60% della popolazione giapponese, comprese le prefetture di Ibaraki, Tochigi, Gunma, Shizuoka, Kyoto, Hyogo e Fukuoka. Misure di “quasi emergenza” meno rigorose saranno applicate ad altre 10 prefetture.
Il principale consigliere per la salute del governo, Shigeru Omi, ha affermato che ciò potrebbe essere fatto secondo le leggi attuali, che si basano principalmente sulla cooperazione volontaria, ma ha aggiunto che c'è anche spazio per un dibattito nazionale su come farlo nell'ambito di un nuovo quadro giuridico. Non è entrato nei dettagli.

## Diamond Princess

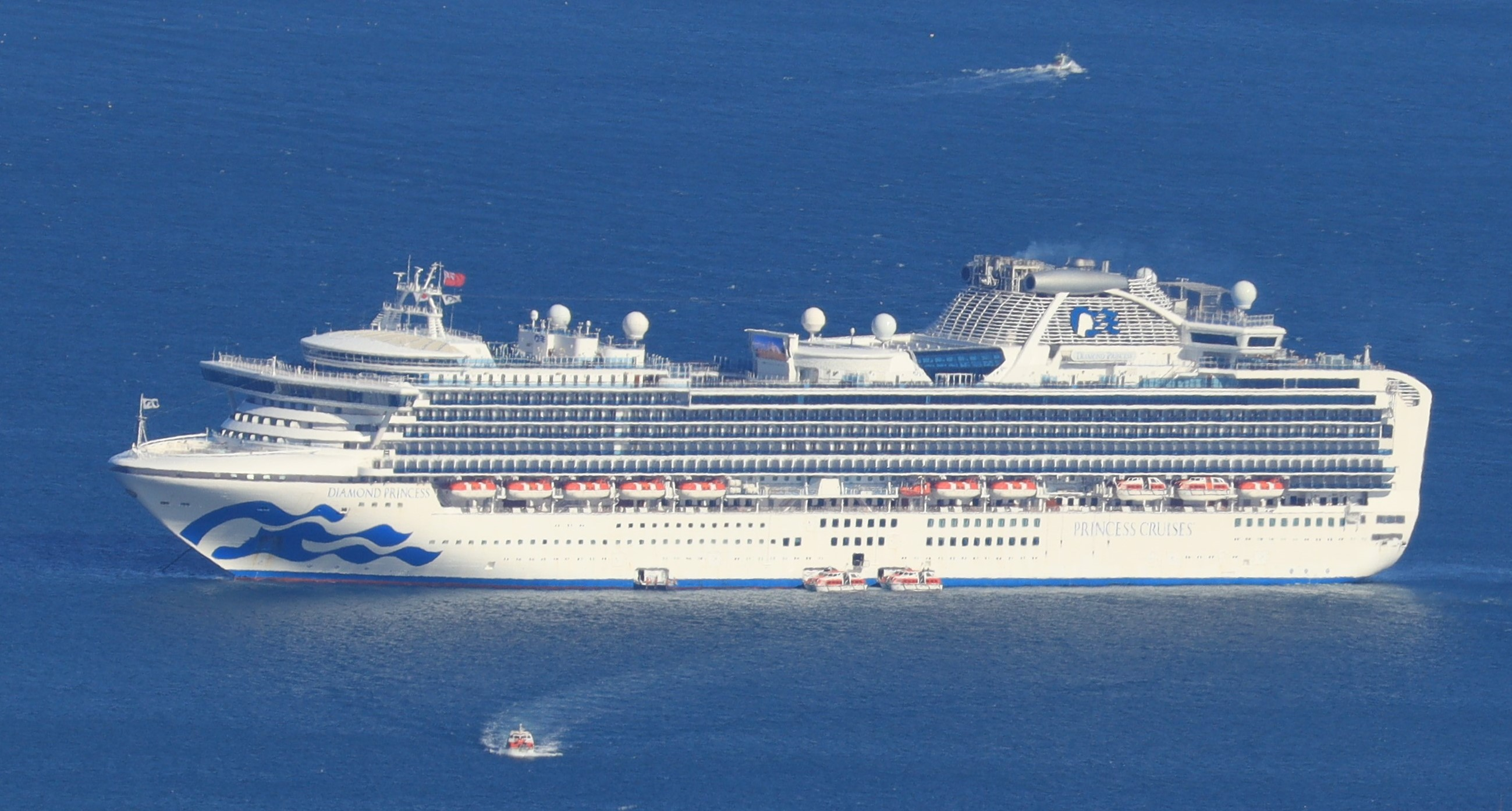
Immagine della nave

Il 4 febbraio 2020, il Ministero della salute, del lavoro e del welfare del Giappone ha annunciato che la Diamond Princess, che era attraccata a Yokohama il giorno precedente, era stata messa in quarantena in mare con 10 casi positivi a bordo.
La Diamond Princess era originariamente partita da Yokohama il 20 gennaio 2020 per una crociera di andata e ritorno. Il 20 febbraio 2020, l'Organizzazione mondiale della sanità dichiarò che la nave rappresentava più della metà delle infezioni segnalate in tutto il mondo fuori dalla Cina.

## Impatto socio-economico

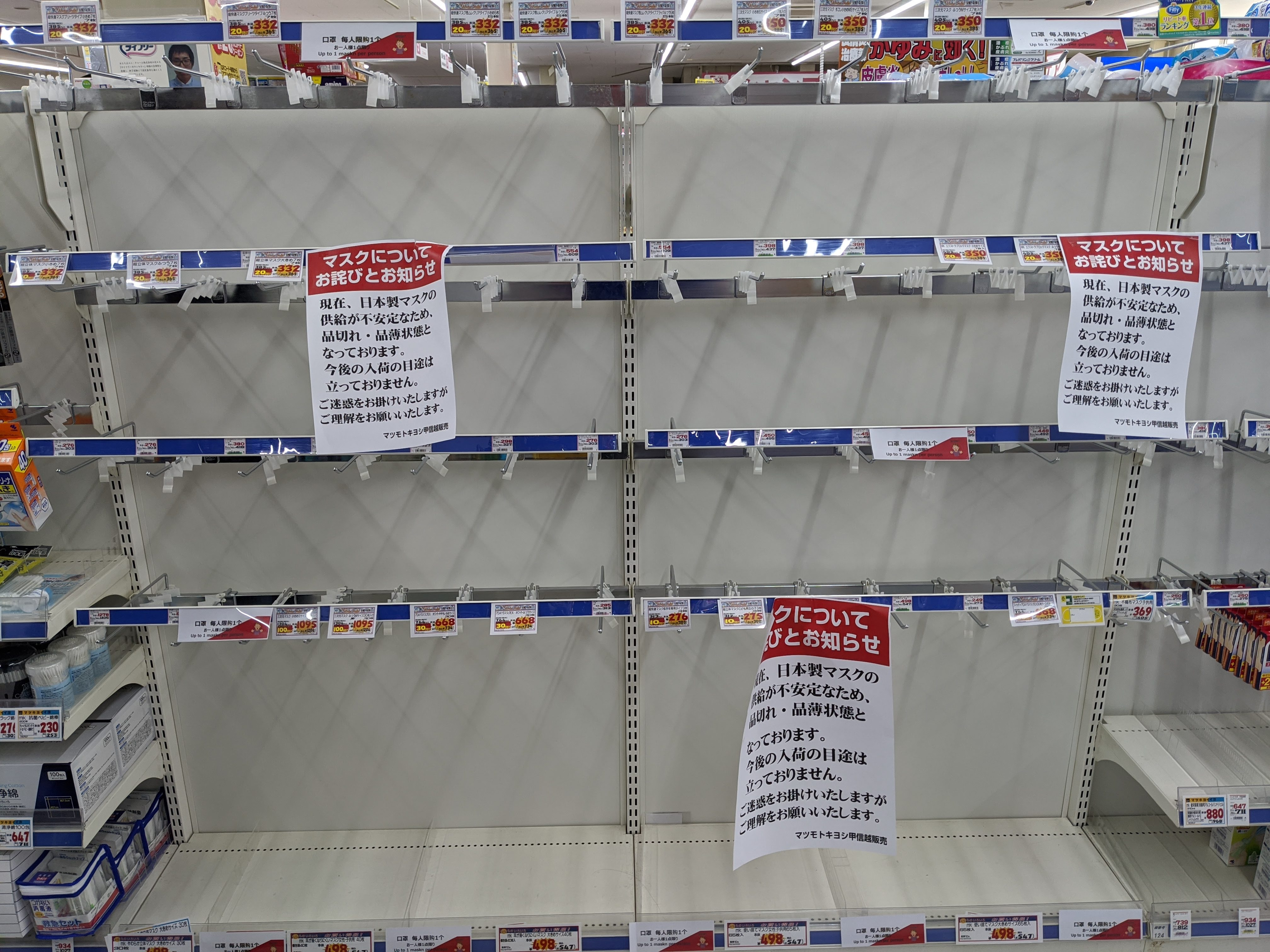
Gli scaffali vuoti di una farmacia in Giappone a causa delle grandi quantità di mascherine vendute, il 3 febbraio 2020.

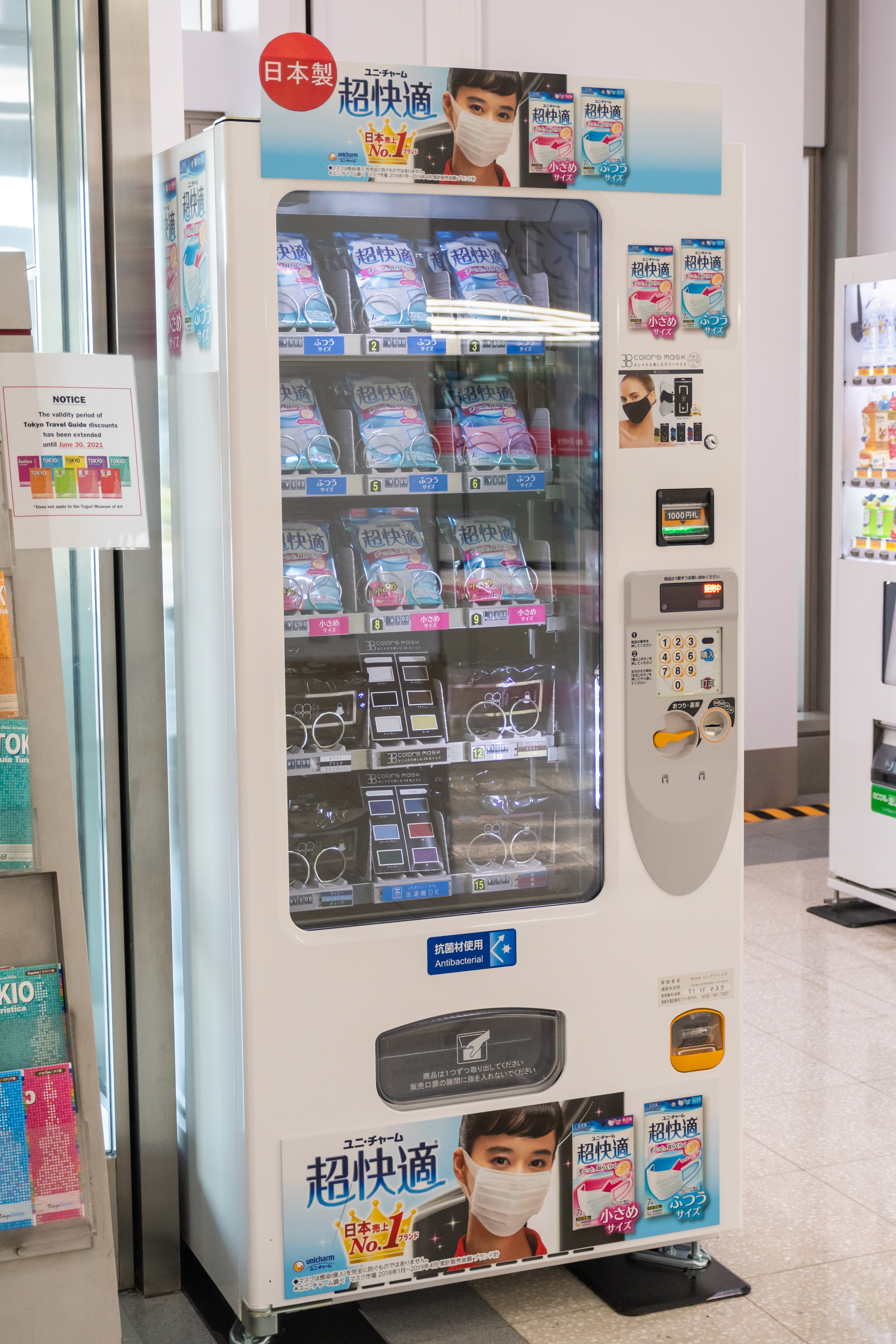
Un distributore di mascherine all'aeroporto di Haneda, il 22 febbraio 2021.

Il primo ministro Shinzō Abe ha affermato che "il nuovo coronavirus sta avendo un forte impatto sul turismo, sull'economia e sulla nostra società nel suo insieme". Le maschere per il viso sono esaurite in tutta la nazione e le scorte di maschere per il viso sono esaurite entro un giorno dai nuovi arrivi. C'è stata una pressione sul sistema sanitario man mano che aumentano le richieste di controlli medici . I cinesi hanno riferito di una crescente discriminazione. Il ministro della sanità ha sottolineato che la situazione non ha raggiunto un punto in cui le riunioni di massa debbano essere annullate.
I settori dell'aviazione, della vendita al dettaglio e del turismo hanno registrato una riduzione delle vendite e alcuni produttori si sono lamentati di interruzioni delle fabbriche, della logistica e della catena di approvvigionamento cinesi. Il primo ministro Abe ha preso in considerazione l'utilizzo di fondi di emergenza per mitigare l'impatto dell'epidemia sul turismo, di cui i cittadini cinesi rappresentano il 40%. S&P Global ha osservato che le quote più colpite provenivano da aziende che operano nei settori dei viaggi, della cosmesi e della vendita al dettaglio più esposte al turismo cinese. Nintendo ha annunciato che avrebbero ritardato la spedizione del Nintendo Switch, che è prodotto in Cina, in Giappone.
Lo stesso focolaio ha destato preoccupazione per le Giochi della XXXII Olimpiade, che si sarebbero dovute tenere a Tokyo a partire da fine luglio. Il governo nazionale ha quindi preso ulteriori precauzioni per contribuire a ridurre al minimo l'impatto dell'epidemia. Il comitato organizzatore di Tokyo e il Comitato Olimpico Internazionale hanno monitorato l'impatto dell'epidemia in Giappone. Alla fine le olimpiadi di Tokyo, che dovevano essere svolte tra luglio e agosto 2020, sono state rimandate di un anno, nel 2021.
La pandemia ha avuto un impatto molto negativo anche sul mestiere delle gheiscie, a causa degli ingaggi diminuiti del 95% e della mancanza di clienti per motivi economici.

### Aumento dei suicidi
Nell'autunno del 2020 l'impatto sulla sanità mentale della popolazione nipponica, dovuto alla pandemia, cominciò a farsi sentire e ad allarmare le associazioni.
Da anni il paese ha uno dei tassi di suicidi più alti al mondo e, dopo una diminuzione del numero di suicidi negli anni passati, questi sono aumentati con la pandemia. In Giappone vi fu un aumento dei suicidi dopo l'estate: a togliersi la vita furono soprattutto donne, giovani e bambini della scuola elementare.
Ad agosto il numero di suicidi era aumentato di oltre il 15,4%. Nel mese di ottobre 2020 il numero dei suicidi era maggiore del numero di decessi dovuti alla pandemia.